# معامل المرونة النوعي
معامل المرونة النوعي هي خاصية في المواد تتكون من معامل المرونة لكل كثافة كتلة من المادة. معامل المروني النوعي هو مهم دائما في التطبيقات الفضائية حيث فيها يتطلب أكبر قوة لاقل وزن. تحليل الابعاد يثبت ان وحدته مربع وحدة المسافة لكل مربع وحدة الزمن. خاصية متعلقة به هي القوة النوعية، جزء أكبر تعميما يقارن بين أي وحدة قوة (ليس فقط معامل المرونة) إلى كثافتها.
أعضاء طاقم استكشاف الفضاء حددوا لكى تكون سبيكة من الليثيوم والالمونيوم لهذه الخاصية، بين الباقي.